# Ricardo di Giácomo
Ricardo di Giácomo (São Paulo, 23 de julho de 1979) é um ator, locutor e jornalista brasileiro.
Ator, locutor e jornalista há 17 anos, Ricardo já participou de várias novelas do SBT e na Record. Em 2006, ganhou o papel de Jacob na novela Cristal (SBT).
Foi professor de interpretação para TV no curso da Sagarana.

## Trabalhos na TV
| Ano  | Título                 | Personagem        |
| ---- | ---------------------- | ----------------- |
| 1999 | Ô Coitado              | —                 |
| 2001 | Amor e Ódio            | Antonino          |
| 2002 | Pequena Travessa       | DJ Beto           |
| 2003 | Jamais te esquecerei   | Lino              |
| 2004 | Seus Olhos             | Tadeu             |
| 2005 | Os Ricos Também Choram | Engenheiro Arruda |
| 2005 | Essas Mulheres         | Cigano Ranzingo   |
| 2005 | Meu Cunhado            | Victor            |
| 2006 | Cristal                | Jacob             |